# Osvaldo Ardiles
Osvaldo César Ardiles (Córdoba, 3 agosto 1952) è un ex calciatore e allenatore di calcio argentino, di ruolo centrocampista.
Fu campione del mondo nel 1978 con la Nazionale argentina.

## Carriera

### Giocatore
Dotato di ottima tecnica individuale accompagnata da un'ampia visione di gioco, brevilineo e agile, risultava imprevedibile per avversari e spettatori. Il suo gioco viveva di fiammate e spesso metteva in condizione i compagni di squadra di concludere a rete, principalmente come "terzo uomo", quindi non fornendo l'assist finale per il marcatore ma creando l'occasione per la conclusione in porta.

#### Club
Inizia la sua carriera nel Instituto Atlético Central Córdoba, giocando poi per il Belgrano de Córdoba e l'Huracán. Dopo aver vinto il campionato del mondo 1978, si trasferisce al Tottenham Hotspur, in Inghilterra, vincendo due FA Cup e una Coppa UEFA. Rimane con gli Spurs fino al 1982 quando, a causa del conflitto nelle Falkland tra Inghilterra e Argentina, viene girato in prestito al Paris Saint-Germain, in Francia. Tornato a fine stagione al Tottenham, ci rimane fino al 1988. Dopo brevi apparizioni nel Blackburn Rovers e nel Queens Park Rangers, nel 1989 Ossie approda allo Swindon Town, cominciando la sua carriera di allenatore.

#### Nazionale
Vanta 52 presenze e 8 gol con la maglia della Nazionale argentina, con la quale ha partecipato al campionato mondiale 1978 (vincendolo) e al campionato del mondo 1982, nel quale si nota per il curioso fatto di essere uno dei pochi calciatori della storia ad aver indossato la maglia numero 1 pur non essendo un portiere (la numerazione della nazionale argentina era stata assegnata per ordine alfabetico).

### Allenatore
Inizia la carriera da allenatore nel 1989 nello Swindon Town, in Second Division, ricoprendo il ruolo di allenatore-giocatore. Qui, stravolgendo sostanzialmente il tipo di gioco fino ad allora adottato, porta la squadra a conquistare la promozione sul campo.
Si rivelerà una promozione inutile visto che i problemi economici della squadra costringono la federazione a revocarla. Nella stagione successiva lo Swindon Town, costretto a vendere i pezzi migliori per non fallire, non solo non ripete l'impresa ma si ritrova addirittura a lottare per non retrocedere. A stagione ancora in corso il Newcastle United offre ad Ardiles la possibilità di allenare la squadra. Lui non si fa pregare e lascia Swindon per allenare la squadra bianconera.
Le cose, però, non vanno così bene per Ossie e, quando Kevin Keegan prende il suo posto nel febbraio 1992, la squadra si trova al penultimo posto della Second Division. Pochi mesi dopo (giugno 1992) Ardiles prende in mano il West Bromwich Albion in Third Division, portandolo a vincere i play-off e, quindi, alla promozione in Second Division.
Nel frattempo il Tottenham Hotspur vince la Second Division e si ritrova in Premier League. La dirigenza contatta Ardiles per affidargli la panchina nella speranza che ripeta quanto fatto come giocatore con la maglia degli Spurs. Ardiles accetta e convince la dirigenza a mettere sotto contratto il tedesco Jürgen Klinsmann e la coppia rumena Gheorghe Popescu e Ilie Dumitrescu. Nessuno di loro dimostra quell'anno di essere all'altezza della loro fama e, nell'ottobre del 1994, il Tottenham decide di cambiare allenatore.
Ardiles lascia l'Inghilterra e approda al Guadalajara in Messico. L'anno successivo fa la conoscenza della J-League alla guida dello Shimizu S-Pulse. Nel 2000, dopo una breve apparizione sulla panchina della Dinamo Zagabria, ritorna nel Paese del Sol Levante per allenare lo Yokohama Marinos. Nel 2001 allena la squadra saudita dell'Al-Ittihad per poi tornare in patria alla guida del Racing Club. Nel 2003 fa la sua terza apparizione nella J-League, stavolta alla guida del Tokyo Verdy, con cui vince una Coppa dell'Imperatore nel 2004. Nel 2006 allena il Beitar Gerusalemme, ma viene esonerato nell'ottobre dello stesso anno.

## Palmarès

### Giocatore

#### Club

##### Competizioni nazionali
- Coppa d'Inghilterra: 2

Tottenham: 1980-1981, 1981-1982
- Charity Shield: 1

Tottenham: 1981

##### Competizioni internazionali
- Coppa UEFA: 1

Tottenham: 1983-1984

#### Nazionale
- Campionato mondiale: 1

Argentina: 1978

### Allenatore

#### Club
- Coppa Yamazaki Nabisco: 2

Shimizu S-Pulse: 1996
Yokohama Marinos: 2001
- Tokai Cup: 2

Shimizu S-Pulse: 1996, 1998
- Coppa dell'Imperatore: 1

Tokyo Verdy: 2004

#### Individuale
- Allenatore dell'anno in J. League: 1

2004

## Esperienza da attore
Nella sua vita non è mancata nemmeno una parte da attore. Fu quando John Huston lo diresse nel 1981, insieme ad altri calciatori famosi come Pelé, John Wark, Bobby Moore e attori professionisti come Sylvester Stallone, Michael Caine e Max von Sydow nel film Fuga per la vittoria, storia di un incontro di calcio tra alleati e tedeschi sullo sfondo della Francia occupata dal Terzo Reich. Nel film recitò la parte di un calciatore militare francese prigioniero dei tedeschi.